# Erprobungszentrum Ochsenboden

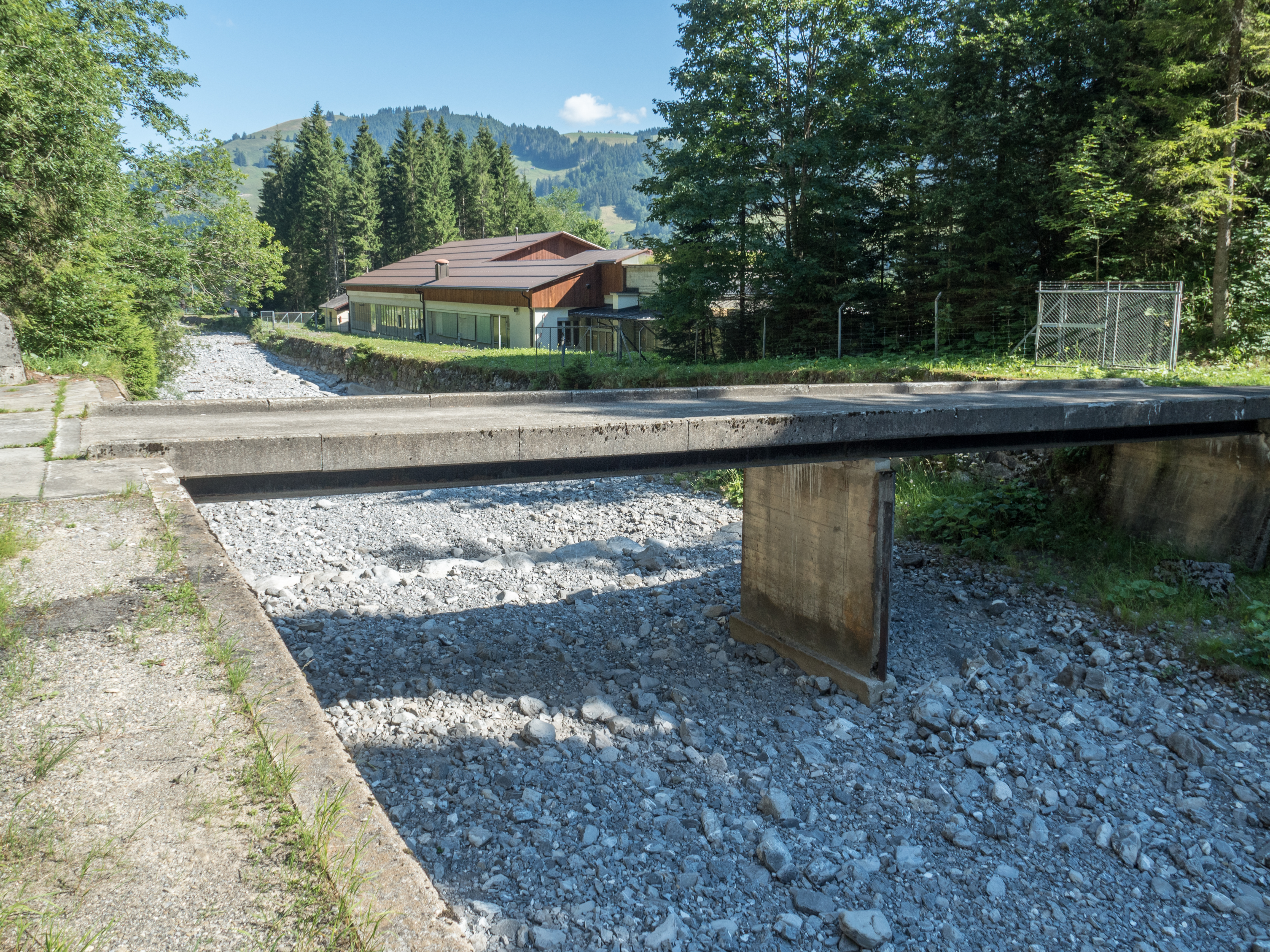
Erprobungszentrum Ochsenboden, Rheinmetall Defence am Flussbett der Sihl in Studen (2018)

Das Erprobungszentrum Ochsenboden  ist ein Betrieb der Rheinmetall Defence in der Ortschaft Studen SZ der Gemeinde Unteriberg, Kanton Schwyz, Schweiz. Es befindet sich an der Sihl, einem Nebenfluss der Limmat.
Die Anlage wurde 1953 von der Contraves Pyrotec AG, einem späteren Unternehmen der Werkzeugmaschinenfabrik Oerlikon-Bührle AG, als Werkschiessplatz Ochsenboden auf einem 160 ha grossem Gelände gegründet. Es wurde 1958 auf 380 ha vergrössert, davon 100 ha bewaldet. In den 1960er und 1970er Jahren wurden dort Schiessversuche mit Uranmunition durchgeführt. 1990 erfolgte die Übernahme durch Rheinmetall Defence. 
Zu den Hauptaufgaben des Erprobungszentrums gehören zum Teil in Bunkeranlagen umfassende Versuche an Waffen, Munition und anderen militärischen Systemen.
Östlich des Geländes befindet sich der Golfclub Ybrig.